# عين ترما
عين ترما هي مدينة  سورية تقع على ضفة نهر بردى الشمالية، تتبع إدارياً ناحية عربين بمنطقة مركز ريف دمشق في محافظة ريف دمشق. تضم المدينة 20مدرسة، واحدة ابتدائية مختلطة وأخرى إعدادية للبنات، وكلاهما تقعان في مبنى واحد. يبلغ عدد سكان البلدة 40,015 حسب إحصاء سنة 2009 (المكتب المركزي للإحصاء)، بكثافة 1,024 نسمة في كل كيلومتر مربع، وأقل من 10% من هؤلاء من الفلاحين.
هناك معلومات تفيد بأنضمام مدينة عين ترما لمحافظة دمشق نظراً لقربها ومتخامتها للعاصمة دمشق.

## الخدمات والمشاريع
تعاني البلدة من مشكلة مزمنة في تصريف القمامة، حيث تقلّ فيها الحاويات وغالباً ما تطول فترة بقاء المهملات في الشوارع. وتتسبب هذه المشكلة بانتشار الأمراض والروائح الكريهة في أنحاء مختلفة من البلدة، كحي الطبالة مثلاً. وقد قدمت شكاوى عديدة بهذا الخصوص إلى البلدية التي وعدت بالعمل على حلّها، غير أن الوضع لم يتغير حتى الآن.
كما لا زالت تشكل عين ترما آخر عقدة مرورية باقية على طريق المتحلق الجنوبي من بين عقده الـ12 التي بدأ العمل عليها ضمن مشروع إعادة تأهيل الطريق في سنة 2003. وقد بدأ العمل على عقدة عين ترما في أواخر عام 2009، ثم زاد من تأجيل إنهائها صدور قرار بجعلها عقدة كاملة بدلاً من عقدة بسيطة، وما نتج عن ذلك من تعقيدات بخصوص قضايا استملاك الأراضي التي سيقتطع منها الطريق. وتشرف على أعمال عقدة عين ترما الشركة العامة للطرق والجسور، وقد عدت هذه العقدة إحدى أهم عقد المتحلق الجنوبي نظراً إلى أهميتها في ربط العاصمة دمشق بالغوطة الشرقية.
ويوجد مشروع آخر في البلدة بدأ في سنة 2002 يهدف إلى تشييد جسر يربطها بطريق الدباغات، لكن لم ينته حتى الآن إلا من إرساء دعائم الجسر الإسمنتية، ولا زال تقدم العمل بطيئاً جداً.